# LGBT práva v Nepálu

Duhová mapa Nepálu

Nepál je považován za jednu z nejvíce otevřených zemí v jižní Asii co se oblasti LGBT práv, která jsou zde chráněná na vysoké úrovni, týče. Nepálská vláda, která nastoupila po skončení monarchie, v r. 2007 nejen, že zlegalizovala homosexuální pohlavní styk, ale dokonce i přijala několik nových zákonů.
Nová nepálská ústava přijatá na ústavodárném shromáždění 16. září 2015  obsahuje několik ustanovení týkající se ochrany práv LGBT minority:
- právo na genderovou identitu, vč. práva na změnu identifikačních dokladů
- zákaz diskriminace ze strany státu
- nárok na zvláštní zákonnou ochranu
- zavádění genderově-neutrálních termínů k všeobecně užívaným slovům "muž", "žena", "syn" a "dcera"
- právo přístupu k veřejným službám a pasivní volební právo pro sexuální menšiny

Na základě rozhodnutí Nejvyššího soudu Federativní demokratické republiky Nepál se vláda koncem r. 2008 zabývala možností legalizace stejnopohlavního manželství. Podle několika zdrojů tak mělo být učiněno v nové ústavě. Nicméně nová ústava se o tomto přímo nezmiňuje.

## Trestní zákony
Před přechodem na federativní republiku byla konsensuální soulož mezi dospělými jedinci téhož pohlaví trestným činem, za nějž šlo uložit až dvouleté vězení. Crossdressing byl rovněž ilegální podle několika zákonů proti veřejným projevům amorality.

### Rozsudek z r. 2007
21. prosince 2007 rozhodl Nejvyšší soud, že nově sestavená demokratická vláda musí vytvořit legislativu chránící práva LGBT a s ní i pozměnit stávající zákony tak, aby neobsahovaly diskriminační pasáže.
Navzdory jejich spoluúčasti na demokratizaci země po pádu monarchie, jsou LGBT skupiny stále přehlíženy se strany politického spektra a nadále se dožadují přijímání další více efektivní judikatury. Média
Média i veřejnost jsou stále vůči právům LGBT více vstřícní zvláště poté, co byl příslušník místní policie shledán vinný z vraždy transdívky.

#### Ústava z r. 2015
V září 2015 byla parlamentem schválená nová ústava spolu s několika články rozsáhle chránícími práva LGBT:
Článek 12 nové ústavy garantuje všem občanům právo na nové doklady totožnosti odpovídající jejich preferovanému pohlaví.
Článek 18 zaručuje všem občanům rovnost a zakazuje státu diskriminovat jakéhokoliv občana na základě původu, náboženského vyznání, rasy, kasty, kmene, pohlaví, jazyka, politickho přesvědčení a dalších kritérií.
Článek 18 zařazuje LGBTI minoritu na seznam znevýhodněných skupin chránících ústavou

## Životní úroveň
| Legální stejnopohlavní styk                                                            | (Od r. 2007) |
| Stejný věk legální způsobilosti k pohlavnímu styku pro obě orientace                   | Yes          |
| Antidiskriminační zákony v zaměstnání                                                  | (2015)       |
| Anti-diskriminační zákony v přístupu ke zboží a službám                                | (2015)       |
| Antidiskriminační zákony v ostatních oblastech (homofobní urážky, zločiny z nenávisti) | (2015)       |
| Stejnopohlavní manželství                                                              | (navrženo)   |
| Jiná forma stejnopohlavního soužití                                                    | (navrženo)   |
| Adopce dítěte partnera                                                                 | No           |
| Společná adopce dětí stejnopohlavními páry                                             | No           |
| Gayové a lesby smějí otevřeně sloužit v armádě                                         | Yes          |
| Možnost změny pohlaví                                                                  | (2007)       |
| Institut třetího pohlaví                                                               | Yes          |
| Přístup k umělému oplodnění pro lesbické ženy                                          | No           |
| Náhradní mateřství pro gay páry                                                        | No           |
| MSM smějí darovat krev                                                                 | No           |